# Magnus Haglund
Magnus Haglund (* 15. April 1973 in Halmstad) ist ein ehemaliger schwedischer Fußballspieler, der mittlerweile als Trainer tätig ist. Mit IF Elfsborg holte er einmal den Lennart-Johansson-Pokal für den schwedischen Landesmeister. Zuletzt war er bis zu seiner Freistellung im August 2024 für Halmstads BK tätig.

## Sportlicher Werdegang
Haglund begann als Siebenjähriger mit dem Fußballspielen bei Halmstads BK. Dort durchlief er die Jugendmannschaften, ehe er als dritter Torwart Anfang der 1990er Jahre in den Kader der Männermannschaft befördert wurde. 1992 wechselte er zum Drittligisten Karlslunds IF, ehe er nach einer Spielzeit aufgrund seiner Ausbildung zum Sportlehrer an der Gymnastik- och idrottshögskolan in Örebro sich dem dort angesiedelten Amateurklub IK Sturehov anschloss. 1994 wechselte er zum Studium an der Tri-State University in die Vereinigten Staaten. Beim Universitätsfußballteam wurde er 1995 als Scholar-Athlete in das Second Team All-American der NAIA gewählt.
Haglund übernahm 1998 seinen ersten Trainerposten, als er die Frauenmannschaft des Stafsinge IF betreute. Nach zwei Spielzeiten kehrte er kurzzeitig zu Halmstads BK zurück, wo er zum Verantwortlichen für die Spielerausbildung wurde. 2000 nahm er ein Angebot des Viertligisten Laholms FK an. Mit dem Klub gewann er vor IFK Värnamo die Staffel Sydvästra Götaland und führte den Klub damit in die Drittklassigkeit. Mit dem Aufsteiger gelang ihm hinter Ängelholms FF, Ystads IF und Helsingborg Södra der vierte Rang. Nach der Wiederholung des Ergebnisses in der Spielzeit 2003 hatte er höherklassig auf sich aufmerksam gemacht.
Nach dem Abgang von Anders Grönhagen verpflichtete der Erstligist IF Elfsborg Haglund vor der Allsvenskan-Spielzeit 2004 als Nachfolger. In der Allsvenskan belegte er in den ersten beiden Jahren Plätze im Mittelfeld der Tabelle. In der Spielzeit 2006 führte er die Mannschaft um Mannschaftskapitän Anders Svensson, Stefan Ishizaki, Daniel Alexandersson und Jari Ilola 45 Jahre nach dem letzten Titelgewinn zur fünften Meisterschaft der Vereinsgeschichte. Am 31. März des folgenden Jahres gewann er mit dem Klub durch einen 1:0-Erfolg nach einem Tor von James Keene über Pokalsieger Helsingborgs IF mit dem erstmals ausgetragenen schwedischen Supercup den nächsten Titel. Im Sommer trat er mit dem Verein in der Qualifikation zur UEFA Champions League 2007/08 an, wo sich nach Erfolgen über den nordirischen Klub Linfield FC und den ungarischen Meister Debreceni Vasutas SC die spanische Mannschaft FC Valencia mit Siegen in beiden Spielen als zu hohe Hürde erwies.
In den folgenden Jahren etablierte Haglund IF Elfsborg im vorderen Ligabereich. Nach der Vizemeisterschaft hinter Kalmar FF in der Spielzeit 2008 verlängerte der Klub seinen Kontrakt bis Ende 2012. Dennoch wurde er in der Folge öfters mit ausländischen Vereinen in Verbindung gebracht. Auch in den folgenden Jahren gehörte er mit seiner Mannschaft stets zum Favoritenkreis für den Meistertitel. Regelmäßig zog er mit ihr in die UEFA Europa League ein. Kurz nach Ende der Spielzeit 2011, in der er mit ihr den dritten Tabellenplatz hinter Meister Helsingborgs IF und AIK belegt hatte, verkündete er seinen Abschied vom Klub, um nach acht Jahren als hauptverantwortlicher Trainer eine neue Herausforderung zu suchen.
Im November 2011 meldete die Presse Haglunds Engagement beim norwegischen Klub Lillestrøm SK. Beim in der Tippeligaen antretenden Verein unterschrieb er einen Vertrag mit zwei Jahren Laufzeit. Die von ihm trainierte Mannschaft um Spieler wie Bjørn Helge Riise, Fredrik Stoor, Pálmi Rafn Pálmason und Johan Andersson hielt er mit Plätzen im hinteren Mittelfeld in der höchsten Spielklasse, daraufhin verlängerte der Klub Ende 2013 seinen auslaufenden Vertrag um ein weiteres Jahr mit Option auf eine ergänzende Verlängerung. Von dieser Option machte der Trainer jedoch keinen Gebrauch und verkündete im Oktober 2014 seinen Abschied vom norwegischen Klub zum Saisonende.
Mitte November 2014 unterzeichnete Haglund einen über vier Jahre laufenden Vertrag bei seinem ehemaligen Klub IF Elfsborg, bei dem er den verstorbenen Klas Ingesson und den anschließenden Interimstrainer Janne Mian beerbte. Zunächst hielt er den Klub in der oberen Tabellenhälfte, rutschte jedoch mit der Mannschaft in der Spielzeit 2017 ab. Ende September 2017 wurde er auf dem zehnten Tabellenplatz liegend von seinen Aufgaben entbunden, seine Assistenten Nemanja Miljanović und Janne Mian übernahmen interimistisch bis Saisonende.
Im Mai 2019 übernahm Haglund den Trainerposten bei seiner Jugendspielstation Halmstads BK, wo Vorgänger Igor Krulj entlassen worden war und er beim Zweitligisten einen langfristigen Vertrag mit dreieinhalb Jahren Laufzeit unterzeichnete. Nach einem sechsten Platz am Ende der Spielzeit 2019 führte er die Mannschaft als Zweitligameister in der folgenden Spielzeit zurück ins schwedische Oberhaus. Nachdem ihm bis dahin lange zeit Reine Almqvist als langjähriger Assistent begleitet hatte, stieß nach dem Aufstieg der auch als Cheftrainer erfahrene Per Olsson zu ihm. Während der Erstliga-Spielzeit 2020 stand er mit dem Klub im Abstiegskampf, dennoch wurde sein Vertrag im Oktober 2021 vorzeitig bis Ende 2024 verlängert. Letztlich beendete die Mannschaft die Saison auf dem Relegationsplatz. Nach einem 1:0-Auswärtserfolg bei Helsingborgs IF durch einen Treffer von Sadat Karim sah es zunächst nach dem Klassenerhalt aus, im Rückspiel verpasste die Mannschaft trotz zwischenzeitlichem Ausgleich durch Samuel Kroon aufgrund einer 1:3-Heimniederlage den Klassenerhalt. Mit 17 Siegen aus 30 Spielen in der Zweitliga-Spielzeit 2022 führte Haglund die Mannschaft um Andreas Johansson, Alexander Johansson, Joel Allansson, Phil Ofosu-Ayeh und Marcus Olsson als Vizemeister hinter IF Brommapojkarna direkt zurück in Allsvenskan. Dort gelang in der Spielzeit 2023 der Klassenerhalt, so dass der Klub im Januar 2024 den Vertrag vorzeitig bis 2026 verlängerte. Nachdem die Mannschaft in der folgenden Spielzeit erneut im Abstiegskampf stand, trennte sich der Klub Ende August 2024 von Haglund und seinem Assistenten Per Olsson.